# 朱塞佩·德盧卡
朱塞佩·德盧卡（義大利語：Giuseppe De Luca；1991年10月11日—）是意大利足球運動員。在場上的位置是前鋒。他現在效力於意大利足球甲級聯賽球隊亞特蘭大足球俱樂部。